# Dipsastraea vietnamensis
Dipsastraea vietnamensis is een rifkoralensoort uit de familie van de Merulinidae. De wetenschappelijke naam van de soort is, als Favia vietnamensis, voor het eerst geldig gepubliceerd in 2002 door John Edward Norwood Veron.